# Hydrotaea spinigena
Hydrotaea spinigena este o specie de muște din genul Hydrotaea, familia Muscidae, descrisă de Xue și Li în anul 1995.
Este endemică în Yunnan. Conform Catalogue of Life specia Hydrotaea spinigena nu are subspecii cunoscute.